# Филипповский, Герман Юрьевич
Ге́рман Ю́рьевич Филипповский (род. 30 июня 1942, Ярославль) — российский литературовед, доктор филологических наук (1993), профессор (1995).

## Биография
Окончил школу № 33 в Ярославле, служил матросом на Чёрном и Балтийском морях, изучал математическую лингвистику на филологическом факультете МГУ. В 1969 году диплом получил как преподаватель русского языка в качестве иностранного. Работал в Индии. Создал музей русского эпоса «Былины» во Владимиро-Суздальском музее-заповеднике (1977—1992), в 1979 году защитил кандидатскую диссертацию «Жанры историко-легендарного повествования Владимирской литературы второй половины XII века». Доктор филологических наук (1993), диссертация «Развитие древнерусской литературы XII века» защищена в МГУ им. М. В. Ломоносова. Профессор (1995). Преподавал в МГУ, Ивановском университете, преподаёт в Ярославском педуниверситете им. К. Д. Ушинского. Заведовал кафедрой русской литературы в ЯГПУ (1992 —).
Читал курсы древнерусской литературы, зарубежной литературы Средних веков, русской литературы XVIII—XIX веков, сравнительной поэтики средневековых литератур, исторической типологии русской литературной и культурной традиции, теории и практики интерпретации художественного текста, динамической поэтики русской литературы.

## Научная деятельность
Сфера интересов — древнерусская литература и культура (включая народную культуру); книжная культура Руси и её византийско-старославянские истоки; средневековая культура Руси и её европейские связи; типология русской культурной традиции; сравнительная поэтика средневековых литератур; динамическая поэтика русской литературы; русская классическая литература её европейские связи; древнерусская литература и её связи с Новым временем; творчество Н. А. Некрасова. Изучал «Слово о полку Игореве», автор предположения о ярославском князе Константине Всеволодовиче как авторе памятника. Опубликовал около 130 работ, в том числе монографии и учебно-методические пособия. Член экспертного совета РФФИ с 2001 года.

## Труды
- Древнерусские предания. М., 1982. (в соавторстве)
- Столетие дерзаний. Владимирская Русь в литературе XII века. М.: Наука, 1991.
- Владимир Мономах: завещано потомкам. Ярославль: Издательство ЯГПУ, 1999.
- Динамическая поэтика русской литературы. СПб.: Дмитрий Буланин, 2008.
- Глубины некрасовского текста. Ярославль, 2010.
- Динамическая поэтика древнерусской литературы XI—XII вв. Учебно-методическое пособие. Ч. 1. Ярославль: Издательство ЯГПУ, 2011.
- Кириллица от возникновения до наших дней. СПб.: Алетейя, 2011. (Коллективная монография)
- Средневековая идентичность «Слова о полку Игореве». Ярославль, 2014.

## Награды
- Почётный знак губернатора Ярославской области «За заслуги в науке» (2003).